# Новая Волярка
Новая Волярка (укр. Нова Волярка) — село, относится к Окнянскому району Одесской области Украины.
Население по переписи 2001 года составляло 6 человек. Почтовый индекс — 67902. Телефонный код — 4861. Занимает площадь 0,35 км². Код КОАТУУ — 5123155102.

## Местный совет
67900, Одесская обл., Окнянский р-н, пгт Окны, ул. Первомайская, 31